# Eriodon conostomus
Eriodon conostomus là một loài rêu trong họ Brachytheciaceae. Loài này được Mont. mô tả khoa học đầu tiên năm 1845.